# Petit Hôtel Chassignet

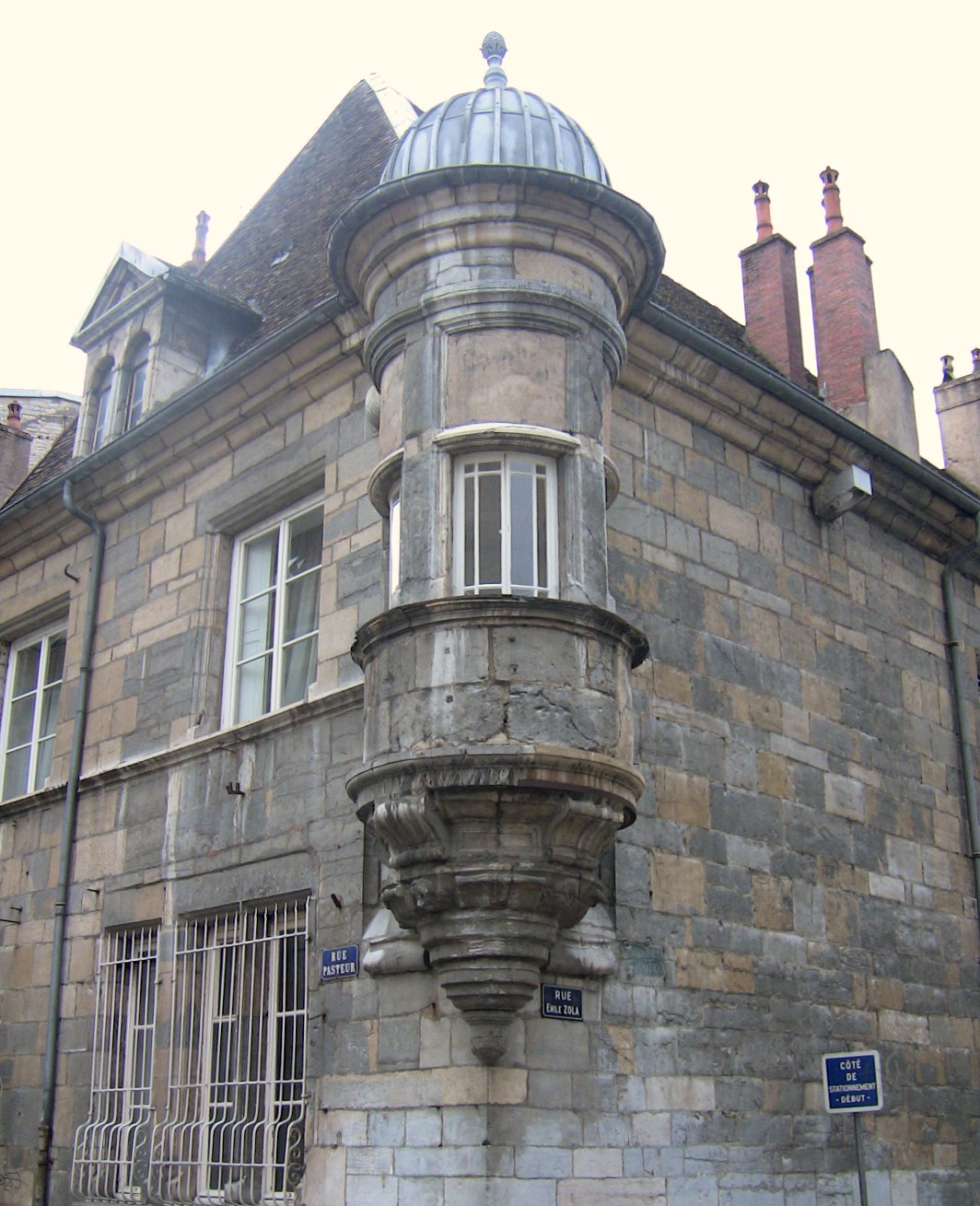
Petit Hôtel Chassignet in Besançon

Das Petit Hôtel Chassignet in Besançon, einer Stadt im Département Doubs in der französischen Region Bourgogne-Franche-Comté, ist ein Hôtel particulier aus dem ausgehenden 16. Jahrhundert, das sich an der Adresse 12 rue Pasteur/Ecke Rue Emile-Zola befindet. Das Gebäude ist seit 1927 als Baudenkmal (Monument historique) geschützt.

## Geschichte
Das Petit Hôtel Chassignet besitzt zwei Innenhöfe, um die sich die Gebäude gruppieren. Die rückwärtigen Gebäude wurden in der Mitte des 18. Jahrhunderts von dem Architekten Claude Antoine Colombot umgebaut.

## Architektur
Die Fassade zur Straßenseite besteht aus Haustein und an der Straßenecke ist ein kunstvoll gestalteter Erker zu sehen.